# Simon Beaufoy
Simon Beaufoy (Keighley, 1967) é um roteirista britânico. Venceu o Oscar de melhor roteiro adaptado pelo trabalho em Slumdog Millionaire (2008), baseado no romance Q & A, de Vikas Swarup.

## Filmografia
- Yellow (1996)
- The Full Monty (1997)
- Among Giants (1998)
- Closer (1998)
- The Darkest Light (1999)
- This Is Not a Love Song (2001)
- Blow Dry (2001)
- Yasmin (2004)
- Miss Pettigrew Lives for a Day (2008)
- Burn Up (2008)
- Slumdog Millionaire (2008)
- 127 Hours (2010)
- Salmon Fishing in the Yemen (2011)
- The Hunger Games: Catching Fire (2013)
- Everest[2] (2015)
- Battle of the Sexes (2017)
- The Spy Who Came in from the Cold[3] (2017)
- Trust[4] (2018)
- The Nutcracker and the Four Realms (2018)